# Mission: Impossible (trilha sonora)
Mission Impossible: Music from and Inspired by the Motion Picture é a trilha sonora oficial do filme Mission: Impossible (1996). A trilha sonora foi um sucesso, chegando na posição de número 16 na Billboard 200 e gerando um hit no Top 10 com a canção "Theme from Mission: Impossible", executada por Adam Clayton e Larry Mullen Jr. — membros da banda de rock irlandesa, U2.
"Theme from Mission: Impossible" ganhou certificação de ouro pela Recording Industry Association of America para a venda de 500 mil cópias em 2 de julho de 1996, enquanto que a trilha sonora alcançou o disco de ouro apenas duas semanas mais tarde, em 16 de julho.

## Lista de faixas
| Críticas profissionais | Críticas profissionais |
| Avaliações da crítica  | Avaliações da crítica  |
| Fonte                  | Avaliação              |
| ---------------------- | ---------------------- |
| Allmusic               | [ 1 ]                  |

1. "(Theme from) Mission Impossible" (executado por Adam Clayton & Larry Mullen Jr.) – 3:27
2. "Spying Glass" (executado por Massive Attack) – 5:21
3. "I Spy" (executado por Pulp) – 5:56
4. "Impossible Mission" (executado por Danny Elfman) – 5:35
5. "Headphones" (executado por Björk) – 5:40
6. "Weak" (executado por Skunk Anansie) – 3:31
7. "On & On" (executado por Longpigs) – 4:11
8. "Claire" (executado por Danny Elfman) – 2:55
9. "Dreams" (Radio Edit) (executado por The Cranberries) – 4:13
10. "You, Me and World War III" ('Big' Single Remix) (executado por Gavin Friday) – 4:28
11. "So" (executado por Salt) – 3:33
12. "Trouble" (executado por Danny Elfman) – 3:32
13. "No Government" (executado por Nicolette) – 5:31
14. "Alright" (executado por Cast) – 3:35
15. "The Dance of the Butterflies" (executado por Benjamin Orr) – 7:02
16. "Mission: Impossible Theme (Mission Accomplished) (executado por Adam Clayton & Larry Mullen Jr.) – 3:05

Nota: Apenas cinco das quinze faixas do álbum (primeira versão de Clayton e Mullen da música-tema Lalo Schifrin, a contribuição de The Cranberries e os três de Danny Elfman) são realmente ouvidas no filme.

## Paradas musicais
| País/Parada (1996)                | Melhor posição |
| --------------------------------- | -------------- |
| Alemanha (Media Control Charts)   | 12             |
| Austrália (ARIA Charts)           | 21             |
| Áustria (Ö3 Austria Top 40)       | 6              |
| Estados Unidos (Billboard 200)    | 16             |
| Nova Zelândia (Recorded Music NZ) | 42             |
| Países Baixos (MegaCharts)        | 65             |
| Suíça (Schweizer Hitparade)       | 16             |
| Fim de Ano (1996)                 | Melhor posição |
| Estados Unidos (Billboard 200)    | 192            |

## Certificações
| Alemanha (BVMI)                                 | Ouro | 250 000^ |
| Estados Unidos (RIAA)                           | Ouro | 500 000^ |
| ^Número de remessas baseadas nas certificações. |      |          |